# Bolesław Niemierko
prof. dr hab. Bolesław Niemierko (* 17. července 1935, Poznaň) je polský pedagog a didaktik. Známý je pro svoji taxonomii kognitivních cílů ve výuce. Působí na univerzitě v Gdaňsku.

## Niemierkova taxonomie kognitivních cílů
Niemierko rozděluje dvě úrovně osvojení kognitivních cílů, které dále dělí na další dvě podúrovně.
1. úroveň - vědomosti:
  1. zapamatování - žák si dokáže vybavit jednotlivé pojmy, fakta, zákony, zásady činnosti apod., aniž by je zaměňoval nebo zkresloval. Aktivní slovesa: opakovat, napsat, definovat, znát, umět, pojmenovat, reprodukovat, vybrat, doplnit, přiřadit, seřadit.
  2. porozumění - žák dovede zapamatované vědomosti prezentovat v jiné formě, než v jaké je získal, dále dovede poznatky kategorizovat, zestručnit. Aktivní slovesa: dokázat, jinak formulovat, interpretovat, odhadnout, předložit, vyjádřit vlastními slovy (jinou formou), vysvětlit, vypočítat, objasnit, předvést, opravit, změřit.
2. úroveň - dovednosti
  1. využití vědomostí v typových situacích - tzv. specifický transfer. Žák dovede vědomost využívat ve vzorové situaci, která mu byla předložena. Důraz je kladen na to, aby daná situace reflektovala reálné situace. Aktivní slovesa: načrtnout, použít, uspořádat, řešit, vyzkoušet.
  2. využití vědomostí v problémových situacích - tzv. nespecifický transfer. Žák dovede využít vědomosti k formulování problémů, provádění analýz a syntéz nových jevů, formulovat plán další činnosti apod. Aktivní slovesa: provést rozbor, rozhodnout, rozlišit, rozčlenit, specifikovat, klasifikovat, napsat sdělení, navrhnout, shrnout, vyvodit obecné závěry, argumentovat, obhájit, porovnat, posoudit, prověřit, srovnat s normou, vybrat, uvést klady a zápory, zdůvodnit.